# Hette Borrias
Henriette Louise (Hette) Borrias (Eindhoven, 8 april 1953) is een voormalige Nederlandse roeister. Ze vertegenwoordigde Nederland bij verschillende grote internationale wedstrijden. Tweemaal nam ze deel aan de Olympische Spelen, maar ze won hierbij geen medailles.
In 1976 maakte Borrias haar olympisch debuut op de Olympische Spelen van Montreal op het onderdeel vier met stuurvrouw. Ze drong door tot de finale en behaalde daar een vijfde plaats met een tijd van 3.54,36. Op de wereldkampioenschappen roeien 1979 in Bled behaalde ze de beste prestatie van haar sportieve loopbaan. Met haar skiff in een tijd van 3.39,61 bleven uitsluitend de Roemeense Sanda Toma (goud) en de Oost-Duitse Martina Schröter (zilver) haar voor en veroverde zij zodoende de bronzen medaille. Het jaar erop nam ze deel aan de Spelen van Moskou en kwam met haar 4.25,97, geroeid met storm tegen, niet verder dan de kwalificatieronde.
Hette Borrias was lid van de studentenroeivereniging Orca in Utrecht.

## Palmares

### Roeien (skiff)
- 1979:  WK in Bled - 3.39,61
- 1980: kwal. OS in Moskou - 4.25,97

### Roeien (vier met stuurvrouw)
- 1973:  EK in Moskou - 3.38,13
- 1975: 5e WK in Nottingham - 3.32,27
- 1976: 5e OS - 3.54,36

Liesbeth Vosmaer-de Bruin · 
Hette Borrias · 
Myriam van Rooyen-Steenman · 
Ans Gravesteijn · 
Monique Pronk (stuurvrouw)